# Patricio L. Acosta
Patricio Leandro Acosta (Buenos Aires Argentina; 17 de marzo) es un médico, biólogo y científico argentino, especializado en inmnunopatgología de virus respiratorios. Se desempeña como investigador del Consejo Nacional de Investigaciones Científicas y Técnicas de Argentina (CONICET) en el Hospital de Niños Ricardo Gutiérrez y docente de la Facultad de Medicina de la Universidad de Buenos Aires (UBA). Sus estudios de investigación incluyen el análisis de factores inmunológicos, genéticos y epidemiológicos que afectan la infección por virus respiratorios en poblaciones pediátricas de bajos recursos económicos..
Es reconocido internacionalmente por haber sido el primer Director extranjero no residente en Estados Unidos de la American Society for Microbiology (ASM). Actualmente es miembro Directivo de la International Society for Infectious Diseases (ISID) por el periodo 2024-2030. Es miembro asesor de varias instituciones gubernamentales y es consultado permanentemente por diferentes medios periodísticos 

## Carrera profesional
Realizó sus estudios primarios en la escuela número 37 Bernardino Rivadavia de la localidad de Monte Grande y sus estudios secundarios en la Escuela Normal N° 3 de la Ciudad de Chascomús y en el Colegio Mariano Saavedra en Buenos Aires. Estudió Genética en Corrientes donde se graduó con honores de la Universidad Nacional del Nordeste y Medicina en la Universidad de Buenos Aires. Además, tiene un Doctorado en Patología en la Facultad de Medicina de la Universidad de Buenos Aires. Posee un posgrado en genómica y transcriptómica por Harvard University. Durante los años 2010-2012 se desempeñó como Research Fellow en el laboratorio del Dr. Crowe en Vanderbilt University.
En la actualidad, se desempeña como miembro de la Carrera de Investigador Científico del CONICET en el Departamento de Medicina del Hospital de Niños Ricardo Gutiérrez.
Fue el primer Young Science Ambassador para Argentina de la American Society for Microbiology (2013 a 2015) y Circle leader member (2015-2017) de la misma institución. En el año 2016 fue elegido consejero para Latinoamérica de la Pan-American Society Clinical Virology por el periodo 2016-2020.
En el año 2017 fue elegido Miembro del directorio de la American Society for Microbiology, siendo el primer extranjero no residente en EE. UU. en ocupar ese cargo en esta centenaria institución fundada en 1899 y con sede central en Washington D. C., EE. UU. En el directorio, representa a los científicos internacionales miembros de la ASM que están distribuidos en más de 158 países y en 6 continentes. Actualmente se desempeña como miembro del consejo directivo de la International Society for Infectious Diseases (ISID), una de las sociedades más importantes de enfermedades infecciosas. Fue miembro editor de la revista científica Mediators of Immflamation (2017-2018) y de la revista Journal of Immunology Research (2018-2020). Actualmente  es editor de la revista Journal of Medical Microbiology (UK) y se desempeña como miembro de consejo (Board Member) en la revista International Journal of Infectious diseases - Regions-. Ha recibido numerosas distinciones nacionales e internacionales, incluyendo Young investigator award 2016 por la Pan-American Society Clinical Virology, distinciones por el Senado, la Cámara de Diputados y de la Universidad Nacional del Nordeste.

## Distinciones
- Miembro directivo - International Infectious Diseases Journal (2024-2030)
- Editor de la Revista Científica Journal of Medical Microbiology (2024-2028)
- Miembro del consejo - International Infectious Diseases Journal (2021)
- Premio Academia Nacional de Medicina - Fundación Fiorini (2020)
- Miembro electo de la Society for Pediatric Research (2018)
- Editor de la Revista Científica Journal of Immunology Research (2018-2019)
- Miembro del Consejo directivo de la International Society for Infectious Diseases (2018-2020)
- Director de la American Society for Microbiology (2017)
- Editor de la Revista Científica Mediators of Immflamation (2017-2018)
- Cámara de Senadores de la provincia de Corrientes (2017)
- Cámara de Diputados de la provincia de Chaco (2017)
- ASM YLC member (2016-2017)
- PASCV Young Investigator Award (2016)
- National Institute of Allergy and Infectious Diseases (NIAID) Award (2015)
- PASCV Latin American Award (2014)
- ASM Young ambassador (2013-2015)
- Distinción de Honor - UNNE (2008)

## Curiosidades

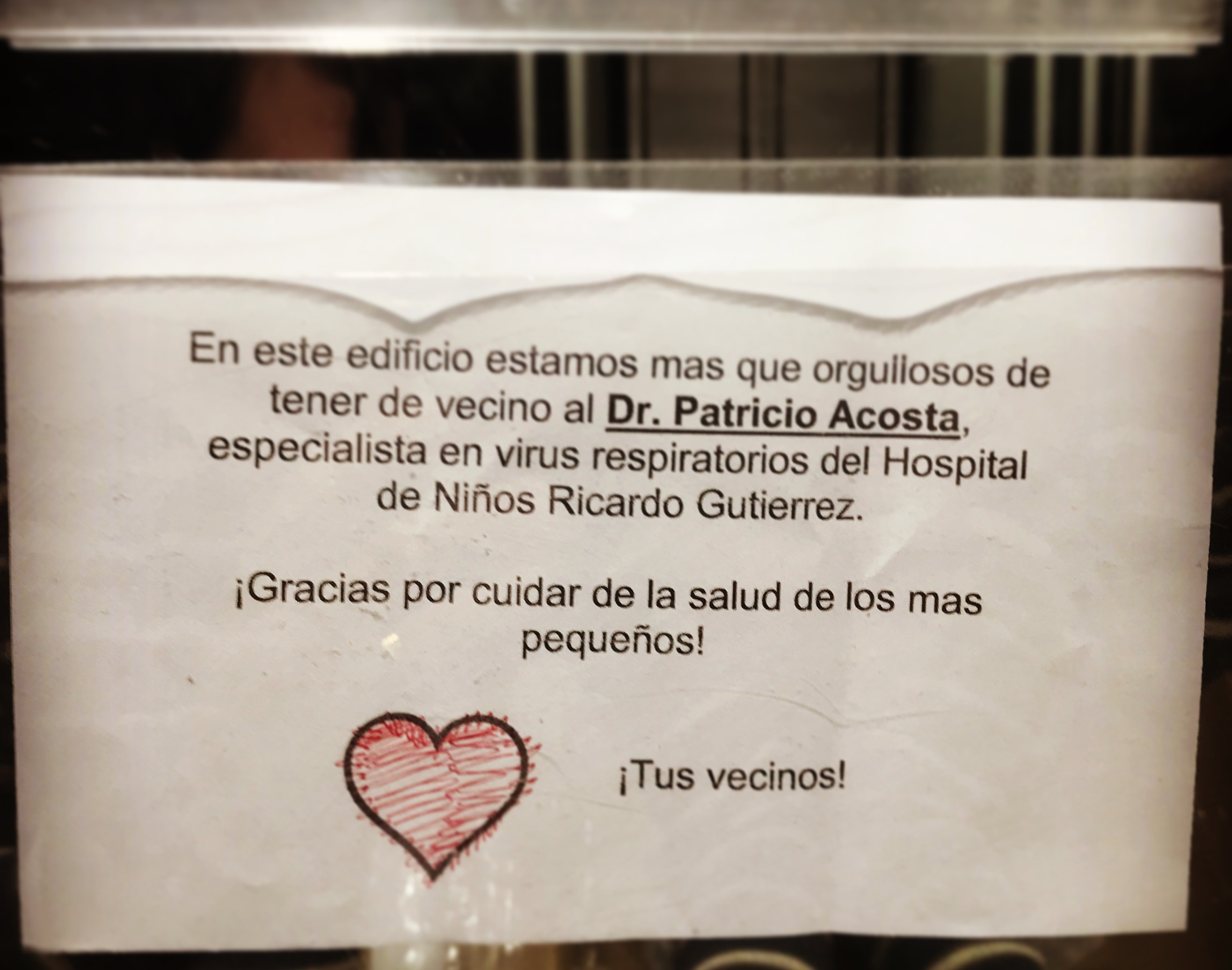
Cartel que le dejaron sus vecinos al Dr. Acosta durante la pandemia de Coronavirus

El Dr. Patricio Acosta fue caracterizado en el cómic "Capitán Chascomús" como "El virólogo", un Doctor que colabora con el protagonista en la batalla contra diferentes villanos que quieren dañar el planeta tierra. Por otra parte, fue recientemente destacado por sus aportes en uno de los diarios más prestigiosos del mundo, el New York Times. En la edición especial, se destaca la labor de distintos profesionales del mundo.
Durante la pandemia de Coronavirus del año 2020 que afectó a todo el mundo, muchos profesionales de distintas partes del mundo que trabajaban en el ámbito hospitalario fueron agredidos por vecinos que tenían temor de que los contagiaran. Su caso marcó un precedente porque a contracorriente de lo que venía pasando sus vecinos le dejaron un cartel de aliento que decía "En este edificio estamos más que orgullosos de tener de vecino al Dr. Patricio Acosta especialista en virus respiratorios del Hospital de Niños Ricardo Gutiérrez. ¡Gracias por cuidar de los más pequeños! Tus Vecinos". Su noticia llegó a medios internacionales e internacionales.

## Citas
1. ↑  «Investigador del CONICET». http://www.conicet.gov.ar/. Consultado el 20 de julio de 2017.
2. ↑  «Universidad de Buenos Aires». www.uba.ar (en inglés). Consultado el 23 de julio de 2017.
3. ↑  Libster, Romina; M. Ferolla, Fausto; Hijano, Diego R.; Acosta, Patricio L.; Erviti, Anabella; Polack, Fernando P.; the INFANT Respiratory Network (1 de noviembre de 2015). «Alcohol during pregnancy worsens acute respiratory infections in children». Acta Paediatrica (en inglés) 104 (11): e494-e499. ISSN 1651-2227. doi:10.1111/apa.13148. Consultado el 23 de julio de 2017.
4. ↑  Ferolla, F. Martín; Hijano, Diego R.; Acosta, Patricio L.; Rodríguez, Andrea; Dueñas, Karina; Sancilio, Andrea; Barboza, Edgar; Caría, Adriana et al. (26 de marzo de 2013). «Macronutrients during Pregnancy and Life-Threatening Respiratory Syncytial Virus Infections in Children». American Journal of Respiratory and Critical Care Medicine 187 (9): 983-990. ISSN 1073-449X. doi:10.1164/rccm.201301-0016oc. Consultado el 23 de julio de 2017.
5. ↑  Caballero, Mauricio T.; Serra, M. Elina; Acosta, Patricio L.; Marzec, Jacqui; Gibbons, Luz; Salim, Maximiliano; Rodriguez, Andrea; Reynaldi, Andrea et al. (2 de febrero de 2015). «TLR4 genotype and environmental LPS mediate RSV bronchiolitis through Th2 polarization». Journal of Clinical Investigation (en inglés) 125 (2): 571-582. ISSN 0021-9738. doi:10.1172/jci75183. Consultado el 23 de julio de 2017.
6. ↑  Geoghegan, Sarah; Erviti, Anabella; Caballero, Mauricio T.; Vallone, Fernando; Zanone, Stella M.; Losada, Juan Ves; Bianchi, Alejandra; Acosta, Patricio L. et al. (22 de junio de 2016). «Mortality due to Respiratory Syncytial Virus. Burden and Risk Factors». American Journal of Respiratory and Critical Care Medicine 195 (1): 96-103. ISSN 1073-449X. doi:10.1164/rccm.201603-0658oc. Consultado el 23 de julio de 2017.
7. ↑  High, Monica; Cho, Hye-Youn; Marzec, Jacqui; Wiltshire, Tim; Verhein, Kirsten C.; Caballero, Mauricio T.; Acosta, Patricio L.; Ciencewicki, Jonathan et al.. «Determinants of host susceptibility to murine respiratory syncytial virus (RSV) disease identify a role for the innate immunity scavenger receptor MARCO gene in human infants». EBioMedicine 11: 73-84. PMC 5049919. PMID 27554839. doi:10.1016/j.ebiom.2016.08.011. Consultado el 23 de julio de 2017.
8. ↑  «The Role of Heterotypic DENV-specific CD8+ T Lymphocytes in an Immunocompetent Mouse Model of Secondary Dengue Virus Infection». June 20 2017. doi:10.1016/j.ebiom.2017.04.033.
9. ↑  Miller, E. Kathryn; Bugna, Jimena; Libster, Romina; Shepherd, Bryan E.; Scalzo, Paula M.; Acosta, Patricio L.; Hijano, Diego; Reynoso, Natalia et al. (1 de enero de 2012). «Human Rhinoviruses in Severe Respiratory Disease in Very Low Birth Weight Infants». Pediatrics (en inglés) 129 (1): e60-e67. ISSN 0031-4005. PMC 3255465. PMID 22201153. doi:10.1542/peds.2011-0583. Consultado el 23 de julio de 2017.
10. ↑  Pinto, L. A.; Leitão, L. a. De Azeredo; Mocellin, M.; Acosta, P.; Caballero, M. T.; Libster, R.; Vargas, J. E.; Polack, F. et al. (2017/03). «IL-8/IL-17 gene variations and the susceptibility to severe viral bronchiolitis». Epidemiology & Infection 145 (4): 642-646. ISSN 0950-2688. doi:10.1017/s0950268816002648. Consultado el 23 de julio de 2017.
11. ↑  Acosta, Patricio L.; Caballero, Mauricio T.; Polack, Fernando P. (1 de marzo de 2016). «Brief History and Characterization of Enhanced Respiratory Syncytial Virus Disease». Clinical and Vaccine Immunology (en inglés) 23 (3): 189-195. ISSN 1556-6811. PMID 26677198. doi:10.1128/cvi.00609-15. Consultado el 23 de julio de 2017.
12. ↑  «Investigador del CONICET fue elegido miembro directivo de la Sociedad Americana de Microbiología». http://www.conicet.gov.ar/investigador-del-conicet-fue-elegido-miembro-directivo-de-la-sociedad-americana-de-microbiologia/. Consultado el 20 de julio de 2017.
13. ↑  Corrientes, Diario El Litoral |. «Egresado de la Unne integra el directorio de la Sociedad Americana de Microbiología». Diario El Litoral | Corrientes. Consultado el 23 de julio de 2017.
14. ↑  «Consejo Ejecutivo ISID».
15. ↑  «www.conicet.gov.ar». Consultado el 28 de enero de 2019.
16. ↑  «2016 Young Investigator award». http://www.pascv.org/. Consultado el 20 de julio de 2017.
17. ↑  «ASM Board of Directors». www.asm.org. Archivado desde el original el 7 de junio de 2017. Consultado el 19 de julio de 2017.
18. ↑  «Hindawi editors». https://www.hindawi.com/journals/mi/. Archivado desde el original el 8 de noviembre de 2017. Consultado el 10 de junio de 2017.
19. ↑  / «2016 YIA». www.pascv.org. Consultado el 10 de julio de 2017.
20. ↑  / «Distincion Dr. Acosta del Honorable Senado». www.senadoctes.gov.ar/Informe-Sesion-2017/I-S-S-23-03-2017.doc. Consultado el 5 de julio de 2017.
21. ↑  «Felicitación del Senando al Dr. Acosta». http://portal1.chaco.gov.ar/uploads/boletin/boletin_10083.pdf. Consultado el 11 de julio de 2017.
22. ↑  «Capitan Chascomus - Superheroe Argentino».
23. ↑  «Dr. Patricio Acosta en el NY Times».
24. ↑  «Clarín Nota al Dr. Patricio Acosta».

- Datos: Q33297211